# Langenbergen
Langenbergen war eine Gemeinde im oberfränkischen Landkreis Coburg in Bayern.

## Geschichte
Die Gemeinde Langenbergen entstand zu Beginn der Gebietsreform in Bayern am 1. Juli 1971 durch den Zusammenschluss der bis dahin selbständigen Gemeinden Grattstadt und Heldritt. Diese bestanden jeweils nur aus dem gleichnamigen Hauptort.
Im Zuge der Eingemeindung in die Stadt Rodach, jetzt Bad Rodach, am 1. Mai 1978 wurde die Gemeinde zum Ende April 1978 aufgelöst.